# شوهوفيتشي
شوهوفيتشي (بالسيريلية Чуховићи) هي قرية في البوسنة والهرسك. وهي تقع في بلدية كونييتش التابعة لكانتون الهرسك-نيريتفا في اتحاد البوسنة والهرسك. طبقا لنتائج تعداد البوسنة عام 2013 فقد كان عدد سكانها 58 نسمة.

## التركيبة السكانية

### التطور التاريخي للسكان
| 1961 | 1971 | 1981 | 1991 | 2013 |
| ---- | ---- | ---- | ---- | ---- |
| 400  | 426  | 320  | 164  | 58   |

### توزيع السكان حسب الجنسية (1991)
في عام 1991 كان عدد سكان القرية 164 نسمة وكلهم من المسلمين (البوشناق).

### المجتمع المحلي
في عام 1991 كان المجتمع المحلي للقرية يتألف من 341 نسمة موزعة على النحو التالي:

## وصلات خارجية
- Maplandia (بالإنجليزية)